# 仙台アンパンマンこどもミュージアム&モール
- アンパンマンミュージアム > 仙台アンパンマンこどもミュージアム&モール

仙台アンパンマンこどもミュージアム&モール（せんだいアンパンマンこどもミュージアム・アンド・モール）は、宮城県仙台市宮城野区小田原山本丁にある『アンパンマン』のテーマパーク。

## 館内

### 2階（ミュージアム・エリア）
入場有料のエリア。1歳以上は、1階のチケットカウンターで入館料を払い、2階に上がる。再入館可能である。
1階のアンパンマン広場から吹き抜けとなっており、その周りに劇場や映像施設、体験型のアトラクションが並ぶ。店舗は、物販1店舗。

### 1階（ショッピングモール・エリア）
入場無料のエリア。エントランス広場から入るアンパンマンゲートと、立体駐車場方面からドキンちゃん広場を経由して入るばいきんまんゲートの2つの出入口がある。
中央の四角いアンパンマン広場を囲んで店舗が並んでいる。店舗は物販8店舗（ワゴン販売1店舗含む）、飲食7店舗、サービス3店舗の計18店舗があり、その他に「仙台市子育て応援情報ステーション」も開設されている。物販には総合ショップ・洋服店・お菓子屋・文房具店・手芸店などがあり、飲食にはパン屋・ジュース屋・ファーストフード店・カフェ・ファミリーレストランなどがあり、サービスには美容室と写真館、そして縁日の屋台のようなコンセプトの遊戯店舗がある。店舗の中には、体験教室が用意されているものある。
アンパンマン広場は吹き抜けになっていて、様々なイベントが開催されており、無料で観覧できる。

## 沿革
2000年（平成12年）施行の大規模小売店舗立地法により郊外GMSの興隆と中小都市の中心商店街のシャッター通り化が進行し始める中、2001年（平成13年）施行の改正道路運送法により規制緩和がなされると、高速バスの仙台 - 福島線や仙台 - 山形線などにおける値下げ・増便競争、仙台発着便の新規開設が進み、東北地方各地から仙台市都心部に買物に来る県外客が増加した。
JR仙台駅東口側一帯では、土地区画整理事業（合計：161.5ha）に伴って2000年（平成12年）にJR仙石線が地下化開業し、2004年（平成16年）7月30日には東口駅前広場も完成したが、そこに2004年（平成16年）のプロ野球再編問題の結果、JR仙台駅東口から始まる宮城野通の終点にある宮城球場を本拠地として、東北楽天ゴールデンイーグルス（チームカラーがクリムゾンレッド）が新規参入した。連日報道された新規参入劇は県外資本や海外資本の耳目を集め、都市計画用途地域で赤系色に塗られる地域（赤：商業地域、橙：近隣商業地域）への県外・海外資本の投資が進み「レッドバブル」と呼ばれた。2006年（平成18年）2月に仙台・宮城デスティネーションキャンペーン（2008年10月1日 - 12月31日）の開催が決定すると、いざなみ景気の後押しもあって投資は郊外を含めてさらに加速し、「仙台ミニバブル」「仙台プチバブル」などと呼ばれる活況を呈した（参照）
2007年（平成19年）4月にアンパンマンこどもミュージアム第1号である横浜アンパンマンこどもミュージアム（後に名称の末尾に「&モール」が付いたが、2019年の移転リニューアル時に再び外されている）を開業させた日本テレビの関連会社は、全国展開を企図し、翌2008年（平成20年）春には開発が進むJR仙台駅東口の市有地を候補地の1つとした。しかし、同年9月15日に発生したリーマン・ショック後、世界金融危機が深刻化し、計画は頓挫することとなる。
アンパンマンこどもミュージアム第2号である名古屋アンパンマンこどもミュージアム&パークの開業まであと3ヶ月程となった2010年（平成22年）1月、仙台の計画も動き始め、同年3月には建設が決定した。隣接するマンションの日照権等の問題から住民らによる計画変更の要望もあり、立体駐車場を縮小・移設したが同年7月には着工し、翌2011年（平成23年）のゴールデンウィーク前の4月22日開業に向けて建設は進んだ。しかし、2011年（平成23年）3月11日、東北地方太平洋沖地震（東日本大震災）により多数の死傷者が発生し、完成間近の当館も被災したことから開業延期を余儀なくされ、3月12日にミヤテレ主催で開催予定だったアンパンマン関連イベントも中止となった。
一般的にFMではアニメソングをあまり流していないが、TOKYO FM（JFN38局）が翌3月12日19:27、発災直後からリスナーのリクエストが殺到しているのに応えて「アンパンマンのマーチ」を初めて流した。すると被災者を初めとして子供たちやその親から「元気が出る」と反響があったため、TOKYO FMでは同曲を何回も流すようになり、その他のラジオやテレビなどにも広がって社会現象になった。
「広域集客型産業」として仙台市から優遇対象となった当館は、東北六魂祭が終了し、夏休み期間に入った7月22日、予定より約3ヶ月遅れで開業に至った。オープニングセレモニーにはドリーミングや戸田恵子も参加した。開業日には約2,500人が列を作った。
入館料はもともと1,500円（消費税込）に設定されていたが、開業から当面は東日本大震災復興支援の特別価格として1,000円（消費税込）だった。2013年（平成25年）4月1日に「1歳以上：1,500円（消費税込）」の全国一律料金が導入されたが、当館では特別価格1,000円（消費税込）のまま据え置いた。消費税が8%になったのに伴い、2014年（平成26年）4月1日より税別1,000円（税込1,080円）に改定された。2017年（平成29年）3月17日より、ばいきんまんをテーマにした全国初の新エリア「バイキンひみつ基地」をオープンするのに伴い、税別1,200円に改定すると発表された。これに合わせ、1階ショッピングモールの一部も改装された。2019年（令和元年）3月15日より「SLマンひろば」オープンに伴い、税別1,600円（税込1,728円）に改定。2019年10月1日の消費税増税に伴い、税別1,600円（税込1,760円）に改定。

### 年表
- 1988年度（昭和63年度）、仙塩広域都市計画事業「仙台駅東第二土地区画整理事業」（面積：約45.3ha、総事業費：791億円）に着手[10]。
- 2007年（平成19年）4月20日、アンパンマンこどもミュージアム第1号として、横浜アンパンマンこどもミュージアム（神奈川県横浜市）が開業。
- 2008年（平成20年）
  - 春、横浜アンパンマンこどもミュージアムを運営する民間事業者が全国展開のため、同事業施行地区内にある仙台市の市有地[† 9]を候補地の1つとした[11]。
  - 6月11日、政令指定都市では初めて仙台市が、テーマパークなどの「広域集客型産業」を対象とした立地助成制度を設置する方針を固めた[12]。
  - 9月11日、仙台市議会「平成20年第3回定例会」において、仙台市が誘致活動をしていることが明らかにされた[13]。
  - 9月15日、リーマン・ショックが発生し、世界金融危機が深刻化。
  - 9月29日、「仙台市広域集客型産業立地促進助成金[14]」の交付要綱および交付事業選定委員会設置要綱をまとめた[15]。
  - 10月1日 - 12月31日、仙台・宮城デスティネーションキャンペーン開催。
- 2009年（平成21年）7月、（株）ACM[† 10]が設立[16]。
- 2010年（平成22年）
  - 1月12日、仙台市が「（仮称）仙台アンパンマンこどもミュージアム」の誘致に関する政策会議を開催[17]。
  - 1月25日、横浜の施設の運営者の代表である日本テレビ音楽（株）を仙台市長が訪問し、進出を要望した[18]。
  - 3月18日、同市有地への同施設の進出が決定したと仙台市が発表した[19]。事業費は約20億円で、うち約7億円（市が最大2億円出資）が地元負担となり、2011年の開業予定で、年間約40万人の来客を見込んでいると報道された[11][19]。
  - 4月8日、東北イノベーションキャピタル（株）が子会社「仙台APMマネジメント合同会社」を設立[20]。
  - 4月23日、アンパンマンこどもミュージアム第2号として、名古屋アンパンマンこどもミュージアム&パーク（三重県桑名市）が開業。
  - 5月14日、同市有地の北側に隣接するマンション住民らが、同マンションから道路を挟んで7mの距離に建設予定の5階建て立体駐車場が問題だとして、計画の変更を求める要望書を市に提出した。
  - 7月2日、事業主体のACMが、仙台市に建築確認を申請[21]。問題となっていた立体駐車場については、当初計画の5階6段（181台分、高さ17.5m）から3階4段（115台分、高さ約11m）に縮小して、マンションからの距離をさらに5m南側に離し、片側全面カラーフェンスで覆うなどの変更をした[21][22]。
  - 7月8日、（株）ACM、（株）宮城テレビ放送、仙台APMマネジメント合同会社の3者により、仙台アンパンマンミュージアム&モール有限責任事業組合が設立[23]。
  - 7月13日、仙台市と仙台アンパンマンミュージアム&モール有限責任事業組合との間で、定期借地権契約が締結[17]。契約期間は同日から2030年（平成42年）12月31日まで[17]。賃料は月額325万1千円[17]。なお同日、同市有地にて地鎮祭を行った[24]。
  - 7月17日、本格着工[24]。
- 2011年（平成23年）
  - 3月11日、東北地方太平洋沖地震（東日本大震災）が発生し、完成間近の当館の一部が被災した[25]。
  - 3月12日にミヤテレ主催で名取市文化会館にて開催予定だった「それいけ!アンパンマン ミュージカル『勇気の花に歌おう♪』」が中止となった[26]。
  - 4月3日、同日までに4月22日に予定していた開業を延期することが決定[25]。
  - 5月20日、開業日を7月22日とすることが発表された[27]。
  - 7月16日・17日、海の日を含む3連休の1日目と2日目に、第1回東北六魂祭が仙台市の勾当台公園と定禅寺通で開催された。復旧・復興工事などに携わる作業関係者により、市内のビジネスホテルは長期的に満室状態が続いていた[28]が、さらに祭の観光客が加わり、市内のホテルは軒並み満室となった。
  - 7月21日、仙台市立小学校・中学校の夏休み初日[29]。
  - 7月22日（金）、アンパンマンこどもミュージアム第3号として、「仙台アンパンマンこどもミュージアム&モール」開業。仙台市が「仙台市子育て応援情報ステーション」を当館内に開設[30]。有料エリアであるミュージアムの入館料は、もともと1,500円（消費税込）に設定されていたが、東日本大震災復興支援の特別価格として1,000円（消費税込）とした[8]。
  - 11月30日、仙台市が「仙台アンパンマンこどもミュージアム&モール応援サイト」をインターネット上に開設[31]。
- 2012年（平成24年）
  - 5月13日、原作者のやなせたかしが初めて当館を訪れた[32]。
  - 7月12日、有料施設であるミュージアムの入館者数が50万人を突破[33]。
- 2013年（平成25年）
  - 4月1日、他のアンパンマンこどもミュージアムでは「1歳以上：1,500円（消費税込）」の全国一律料金が導入され、再入館可能となったが、当館では特別価格1,000円（消費税込）のまま据え置いた[7]。
  - 12月16日、有料施設であるミュージアムの入館者数が100万人を突破[34][35]。
- 2014年（平成26年）4月1日、消費税が5%から8%に増税されたのに伴い、ミュージアムの入館料が特別価格1,000円（消費税込）から、1,000円（消費税別）すなわち1,080円（消費税込）に改定された[8]。
- 2015年（平成27年）
  - 9月19日、仙台駅東第二地区の町名地番変更実施に伴い、所在地の住所が、宮城野区鉄砲町145番地から同区小田原山本丁101番地の14に変更された。
  - 12月6日、最寄駅の1つとなる仙台市地下鉄東西線・宮城野通駅が開業。構内にはアンパンマンのキャラクターの板石舗装や立像が設置され、構内BGMとしてアンパンマンのマーチが流されている。
- 2016年（平成28年）
  - 7月25日、当館の西側を南北に通り、仙台駅との間のアクセス道路となっている東八番丁通りの地下鉄東西線・宮城野通駅までの区間（通称：アンパンマンストリート、延長：560m）の歩道に、アンパンマン、メロンパンナ、ばいきんまん等をかたどった石像4体が設置された[36]。
  - 10月19日、有料施設であるミュージアムの入館者数が200万人を突破[37][38]。
  - 12月31日、年間有料入館者数が過去最多の約39万人/年となった[39]。

## 放送
いずれもミヤテレの番組。
レギュラー放送
- 『きて☆ミテ! 仙台アンパンマンこどもミュージアム』（毎週金曜、アニメ『それいけ!アンパンマン』後に放送）
- 「それいけ! 仙台アンパンマンこどもミュージアム」（毎週金曜、『OH!バンデス』内のコーナー）
- 『OH!バンデス』定点中継（2014年5月26日 - 8月1日）… 当館からの生中継

特別番組（生放送）
- 『1周年もきてミテ! 仙台アンパンマンこどもミュージアム』（2012年7月20日10:30-11:25） 出演：西村知美ほか
- 『2周年もきてミテ! 仙台アンパンマンこどもミュージアム』（2013年7月19日10:30-11:25） 出演：サンドウィッチマンほか
- 『3周年もきてミテ! 仙台アンパンマンこどもミュージアム』（2014年7月18日10:30-11:25） 出演：大沢あかねほか
- 『4周年もきてミテ! 仙台アンパンマンこどもミュージアム』（2015年7月17日10:55-11:25） 出演：杉浦太陽ほか
- 『5周年もきてミテ! 仙台アンパンマンこどもミュージアム』（2016年7月15日10:25-10:55） 出演：金子貴俊ほか
- 『夏休みもきてミテ! 仙台アンパンマンこどもミュージアム』（2017年7月21日10:25-?） 出演：つるの剛士ほか

## 交通アクセス
鉄道
- 仙台駅東口より徒歩9分。
- 仙石線 仙台駅出入口1より徒歩7分。
- 仙台市地下鉄東西線 宮城野通駅1番出入口より徒歩7分。

自動車
・東北自動車道 仙台宮城ICから約15分。または仙台東部道路 仙台東ICから約20分。
- 有料駐車場：115台